# Părinte necustodian
Părintele necustodian  (noncustodial parent în engleză sau parent non-gardien în limba franceză ) este acel părinte care nu a primit încredințarea copiilor prin sentința judecătorească pronunțată în urma unui divorț sau în urma separării părinților. Deși nu a primit custodia copiilor acest părinte păstrează dreptul la relații personale cu minorul (în trecut se numea drept de vizitare), dreptul de a fi informat cu privire la minor (situația școlară, situația medicală, etc.) precum și dreptul de a veghea la creșterea și educare minorilor, adică dreptul de supraveghere. Dacă în conformitate cu vechiul Cod al Familiei instanța de judecată era obligată să acorde custodia doar unuia dintre cei doi părinți, odată cu intrarea în vigoare a noului Cod Civil, începând cu data de 1 octombrie 2011, instanța de judecată este obligată să acorde "ca regulă" custodia asupra copiilor ambilor părinți, cazurile în care doar unul dintre părinți este investit cu autoritatea părintească fiind excepții justificate doar în situațiile în care autoritatea părintească comună ar putea ridica riscuri asupra minorului.

## Drepturile părintelui necustodian
Drepturile părintelui necustodian sunt mai limitate decât ale părintelui custodian, deci ale părintelui care a primit încredințarea copiilor, ca parte a unui proces de divorț sau proces de încredințare de minori. Totuși:
- dreptul părintelui părinte necustodian nu se limitează la un simplu program de vizită. Dimpotrivă, acesta este mult mai deplin și profund, înglobând, printre altele, și dreptul de a fi informat, respectiv, de la caz la caz, de a i se solicita acordul în legătură cu deciziile importante care privesc viața copilului[10].
- Părintele necustodian are dreptul de vizită, corelat sau nu cu cel de găzduire, dreptul de supraveghere[11] și cel de a veghea (le droit de surveillance e droit de surveiller în franceză) asupra întreținerii și educării copilului, asigurându-i astfel prerogativele necesare echilibrării și oferirii unui pol de referință[12]
- Părintele căruia nu i s-a încredințat copilul are nu numai dreptul de a veghea la educația minorului, dar, în același timp, dreptul de a contribui la aceasta. Accepția acestei noțiuni (a contribui) nu se limitează doar la o implicare sub aspect pecuniar, ci vizează spijinul, participarea, aportul la educația minorului și la deyvoltarea spirituală și sufletească a acestuia [10]
- Părintele necustodian trebuie, în funcție de împrejurări, fie informat, ori cumulativ, informat și să îi fie solicitat acordul, asupra deciziilor importante care privesc și se ivesc în viața minorului.[13]
- Dreptul părintelui necustodian de a supraveghea și veghea educația minorului nu este unul a posteriori (după ce deciziile au fost luate) ci el trebuie consultat prealabil la luarea acestora. Este vorba despre acele decizii importante care privesc viața minorului, cum ar fi, alegerea instituției de învățământ, educația religioasă, medicamentația ce trebuie administrată în anumite situații, ne-referindu-ne și excluzând cele strict cotidiene, zilnice, bunăoară, obiceiurile alimentare sau vestimentația [14]

## Importanța relației dintre copil și părintele necustodian
Există foarte multe studii de specialitate [în străinătate] care converg spre concluzia nevoii de implicare mai mare a părintelui necustodian, în general tatăl, în creșterea și educarea minorilor, studiile evidențiind efectele benefice pe care o legătură solidă cu tatăl o are asupra dezvoltării copilului și asupra reducerii efectelor adverse ale divorțului:
- Troxel & Matthews (2004) arată că absența fizică a părintelui necustodian, diminuarea căldurii și responsivității determină reducerea disponibilității fizice și psihologice a părinților, fapt care amplifică distresul emoțional la copii ce trec prin experiența divorțului.[15]
- Amato si Sobolewski (2005) [16] arată că apropierea de părinți usurează adaptarea psihologică în urma divorțului iar Kari Moxnes (2003) [17] a observat că cei mai mulți dintre copiii care mențineau legătura cu tatăl sunt mulțumiți.
- Shek (2000) [18] a realizat un studiu care ne arată cum calitatea relației maritale prezice bunăstarea părinților, iar calitatea relației maritale în cazul tatălui si bunăstarea psihologică a acestuia prezice relația tată - copil.
- Amato (2003) [19] realizează o paralelă între rezultatele unor anchete sociologice si unele calitative realizate de Judith Wallerstein. Comparația celor două tipuri de rezultate arată că cele mai multe studii, în concordanță cu studiile lui Wallerstein în versiunea moderată, converg spre ideea că divorțul părinților reprezintă un factor de risc pentru bunăstarea psihologică a copiilor odată ajunși la maturitate;
- Amato si Booth (1991) [20] arată că în măsura în care calitatea relației părinte – copil este una bună riscurile pe care le implică divorțul sunt relativ mici.
- Guttman (1993) [21] reia rezultatele unor studii care arată că  procesele din cadrul familiei influențează bunăstarea copilului mai mult decât tipul familiei, iar lucrările mai vechi (Hess si Camara, 1979 cf. Guttman, 1993) arată că cel mai puternic predictor al bunăstării copilului este relația părinte – copil.
- Steittmatter si Jones (1982) [22] analizează influența stilului parental asupra stimei de sine a copiilor, si arată că acei copii care îsi percep părinții ca fiind mai puțin autoritari si mai democratici au stima de sine mai ridicată.
- Amato si Sobolewski (2005) arată că apropierea de părinți usurează adaptarea psihologică în urma divorțului iar Kari Moxnes (2003) a observat că cei mai mulți dintre copiii care mențineau legătura cu tatăl sunt mulțumiți.
- Amato si Sobolewski (2001) [23] arată că efectele negative ale divorțului asupra sănătății mintale ale copiilor sunt mediate de trei procese: situația socio–economică (prin educație si venit), calitatea relației părinte copil si instabilitatea relațiilor, iar din punct de vedere statistic cel mai puternic efect este acela al calității relației părinte – copil.
- McLanahan (1999) [24] arată că, în medie, copiii care cresc fără tată sunt mai puțin adaptați decât copiii care se dezvoltă avându-i alături pe ambii părinți.
- Marsiglio si colegii săi (2000) [25] arată că este importantă calitatea interacțiunii tată – copil, iar tații joacă un rol important în viața copiilor în măsura în care comportamentul si atitudinea față de copil sunt adecvate, iar stilul parental adoptat este democratic.
- Conform lui Moxnes (2003) [26] care aplică teoria sistemelor familiale, separarea părinților este o problemă pentru copil pentru că are ca rezultat modificarea structurii familiei; problemele generate de aceste schimbări sunt evitate dacă familia mononucleară dinainte de divorț devine una binucleară după divorț [n.n. accesul cvasinelimitat la ambii părinți]
- Kirby (2002) [27] afirmă, în baza teoriei controlului social că relațiile sociale puternice, în special acelea dintre părinți și copii fac ca probabilitatea implicării copilului în comportamente indezirabile din punct de vedere social să scadă, în vreme ce teoria socializării avansează ideea că sprijinul, supravegherea si modelele de comportament oferite de părinți afectează dezvoltarea si bunăstarea copiilor; în contextul separării influența benefică a acestora se va reduce
- Din perspectivă constructivistă observăm că anumite relații si aranjamente sociale generate de divorț sunt încă în curs de definire (nu avem patternuri stabilite) și pot fi studiate prin cu ajutorul metodelor constructiviste. În acest context diversitatea a crescândă a aranjamentelor de locuire pentru tați si copii în zilele noastre trebuie recunoscută (Marsiglio si alții, 2000).
- Ionela Crișan [28] prin cele trei cercetări intreprinse ca parte a tezei de doctorat afirmă că rezultatele (obținute cu ajutorul a trei metode diferite [29]) că e mai importantă din punctul de vedere al bunăstării copilului calitatea relației cu părinții decât tipul familiei [părinți divorțați sau căsătoriți, părinți locuind cu minorul sau nu, n.n.].

## Diferența între noțiunile de părintele (ne)rezident și cele de părinte (ne)custodian
Noțiunile de părinte rezident și respectiv părinte părinte nerezident pot înlocui pe cele de părinte custodian și părinte necustodian acolo unde instanța acordă custodie comună ambilor părinți. De asemenea noțiunea se poate aplica părinților separați dar care nu au apelat la instanță pentru clarificarea încredințării minorului. În România, custodie comună va fi regula odată cu intrarea în vigoare a prevederilor noului Cod Civil al României. Deoarece în majoritatea cazurilor ambii părinți rămân părinți custodieni literatura de specialitate din străinătate a introdus noțiunile de părinte rezident (cel cu care minorul locuiește în mod statornic) și părinte nerezident. Aceste patru noțiuni pot totuși coexista, deoarece chiar și după intrarea în vigoare a noului Cod Civil, vor fi situații în care anumiți părinți vor avea aranjamente de tip custodie unică în timp ce alți părinți vor avea aranjamente de tip custodie comună. Se pot întâlni deci situații în care un părinte este părinte custodian și, în același timp, părinte rezident sau situații în care un părinte este părinte nerezident dar în același timp părinte custodian, etc.

### Articole despre rolul tatălui în viața copiilor
- Comunicarea Tata Fiu
- Consecintele Slabirii Functiei Parentale[nefuncțională]
- Copilul Si Despartirea Parintilor
- Functia Si Rolul Tatalui
- Imaginea Tatalui
- Slabirea Functiei Parentale
- Studiul "Mutarea copiilor după divorț și interesul superior al copilului: Dovezi noi și considerații juridice" (Journal of Family Psychology 2003, Vol. 17, No. 2, 206–219, articol tradus din limba engleză care conține referințe la termenul de părinte custodian și părinte necustodian)